# Theophil (Bendella)
Theophil (světským jménem Themistokles Bendella; 8. května 1814 Černovice – 3. srpna 1875 Františkovy Lázně), byl rakouský pravoslavný duchovní a politik z Bukoviny, v 2. polovině 19. století poslanec Říšské rady a pravoslavný metropolita.

## Biografie
Narodil 8. května 1814 se v Černovicích. V roce 1836 nastoupil jako novic do kláštera Dragomirna. Roku 1837 byl vysvěcen na kněze. Byl vyslán k získání vyššího teologického vzdělání na Vídeňskou univerzitu. V roce 1839 byl jmenován studijním prefektem na kněžském semináři. Roku 1840 se stal představeným semináře. Tuto funkci zastával po 12 let. Roku 1857 byl jmenován konzistorálním archimandritou, roku 1872 diecézním administrátorem a 13. listopadu 1873 usedl do funkce pravoslavného archibiskupa a metropolity Bukoviny a Dalmácie.
Působil i v politice. V 60. letech 19. století byl poslancem Bukovinského zemského sněmu. Za vlády Karla von Hohenwarta působil jako náměstek předsedy zemského sněmu. Sněm ho zároveň roku 1861 zvolil i za poslance Říšské rady (celostátního parlamentu), tehdy ještě nepřímo volené, za velkostatkářskou kurii v Bukovině. Opětovně ho zemský sněm do vídeňského parlamentu delegoval roku 1871. Uspěl rovněž v prvních přímých volbách do Říšské rady roku 1873 za první voličský sbor velkostatkářské kurie. Poslancem byl jen krátce, protože dopisem z 7. dubna 1874 byl povolán do Panské sněmovny (nevolená horní komora Říšské rady). V roce 1873 se uvádí jako Theophil Bendella, řecký ortodoxní arcibiskup a metropolita, bytem Černovice. V roce 1873 zastupoval v parlamentu blok Ústavní strany (centralisticky a provídeňsky orientované). Český tisk ho sice v nekrologu řadil rovněž mezi provládní stoupence Ústavní strany. Zároveň si ale podle něj udržel distanc od aktivit Ústavní strany v Bukovině.
Zemřel v srpnu 1875 na léčebném pobytu ve Františkových Lázních.